# کیم نو-ری
کیم نو-ری (کره‌ای: 김누리؛ زادۀ ۱۱ فوریه ۱۹۹۷) بازیگر اهل کره جنوبی است. از مجموعه‌هایی که وی در آن نقش‌آفرینی کرده می‌توان به راز گناهکار و دوک گو-بین در حال بروزرسانی است اشاره کرد.